# Aphycomorpha araucariae
Aphycomorpha araucariae är en stekelart som beskrevs av Timberlake 1919. Aphycomorpha araucariae ingår i släktet Aphycomorpha och familjen sköldlussteklar. Inga underarter finns listade i Catalogue of Life.